# Spaulding (Illinois)
Spaulding és una població dels Estats Units a l'estat d'Illinois. Segons el cens del 2000 tenia 559 habitants.

## Demografia
Segons el cens del 2000, Spaulding tenia 559 habitants, 189 habitatges, i 154 famílies. La densitat de població era de 276,7 habitants/km².
Dels 189 habitatges en un 41,3% hi vivien nens de menys de 18 anys, en un 69,8% hi vivien parelles casades, en un 8,5% dones solteres, i en un 18,5% no eren unitats familiars. En el 13,8% dels habitatges hi vivien persones soles el 3,2% de les quals corresponia a persones de 65 anys o més que vivien soles. El nombre mitjà de persones vivint en cada habitatge era de 2,96 i el nombre mitjà de persones que vivien en cada família era de 3,26.
Per edats la població es repartia de la següent manera: un 30,2% tenia menys de 18 anys, un 7% entre 18 i 24, un 29,5% entre 25 i 44, un 27,5% de 45 a 60 i un 5,7% 65 anys o més.
L'edat mediana era de 36 anys. Per cada 100 dones de 18 o més anys hi havia 92,1 homes.
La renda mediana per habitatge era de 67.083 $ i la renda mediana per família de 70.455 $. Els homes tenien una renda mediana de 44.375 $ mentre que les dones 30.625 $. La renda per capita de la població era de 21.168 $. Aproximadament el 3,3% de les famílies i el 5,1% de la població estaven per davall del llindar de pobresa.

## Poblacions més properes
El següent diagrama mostra les poblacions més properes.